# Sha1sum
sha1sumとはSHA-1ハッシュの計算や検証を行うコンピュータプログラムである。sha1sumは一般的にファイルの完全性の検証のために使われている。sha1sumやその変種はmacOSを含む多くのUNIX/Unix系オペレーティングシステムにデフォルトでインストールされている。 変種には shasum（SHA-1だけでなくSHA-2までのハッシュ関数を手動で選択して使用できる）と sha224sum、sha256sum、sha384sum や sha512sum があり、これらはSHA-1よりも規格的により大きなハッシュ関数を使う。Microsoft Windowsバージョンも存在している。
SHA-1にはいくつかの暗号学的な脆弱性が見つかっている。しかしながら、sha1sumはまだ汎用的なファイルチェックサムには有用であり、MD5やCRCよりは安全であると広く考えられている。